# Naemorhedus goral
Il goral propriamente detto o goral grigio (Naemorhedus goral) è un ruminante dalle tozze corna diffuso nell'Himalaya.
Per la sua prima classificazione, il goral fu ascritto al genere Urotragus, col nome di Urotragus goral.

## Distribuzione ed habitat
Questi animali vivono nelle zone piuttosto rocciose e ricoperte di vegetazione della catena dell'Himalaya, fra i 1000 ed i 4000 m d'altezza; solitamente, gruppi di questi animali occupano territori di circa 100 acri.

## Dimensioni e aspetto
Le dimensioni oscillano fra il metro ed il metro e trenta, per un peso di 35–45 kg.
Il manto è grigio o grigio-bruno con le zampe color crema così come la gola, e con rade striature scure sulla groppa. Nei maschi, inoltre, è presente una gualdrappa scura sul collo.
Ambo i sessi hanno corte corna, lunghe meno di 20 cm, leggermente curve all'indietro.

## Comportamento
I goral possono formare piccoli gruppi di 4/12 individui, anche se spesso possono vedersi in coppie o, specialmente i vecchi maschi, vagano solitari.
Sono animali attivi prevalentemente all'alba ed al tramonto; dopo un pasto consumato al mattino, si abbeverano e restano in un anfratto roccioso fino al crepuscolo.
Sono animali piuttosto agili e possono correre velocemente; inoltre possiedono un manto molto mimetico per l'habitat in cui vivono. Nonostante ciò, sono predati da una gamma abbastanza ampia di predatori.
Piuttosto silenziosi, se nervosi o minacciati comunicano con una serie di suoni sibilanti o sbuffanti.

## Riproduzione
La gestazione dura 6-7 mesi, al termine dei quali nasce solitamente un unico cucciolo che viene svezzato fra i 7 e gli 8 mesi di vita; la maturità sessuale viene raggiunta attorno al terzo anno di vita.
Un goral può vivere fino a 15 anni in cattività.